# Dachsprache
Als Dachsprache bezeichnet man eine Sprache, die einer Gruppe von Idiomen als gemeinsame Standardsprache dient (siehe hierzu auch Dialektkontinuum). Klassische Beispiele für Dachsprachen sind das Deutsche oder das Italienische. Der Begriff geht auf die «Ausbau-» und «Dach»-Metaphorik des Germanisten Heinz Kloss zurück, der zeitlebens an einer Klassifikation der verschiedenen Sprachen, Varianten und Dialekte Europas arbeitete; siehe hierzu Abstand und Ausbau.
Der Begriff Dachsprache wird auch für Literatursprachen im engeren Sinne verwendet, die zwar geschrieben und gelesen, aber eher selten als tägliche Umgangssprache verwendet werden. Dies könnte bei Rumantsch Grischun in Zukunft der Fall sein.
In ISO 639-3 werden verschiedene Dach- oder Makrosprachen anerkannt, die mit ihren Hauptdialekten als Sprachen koexistieren. So wird unter anderem das Bairische (bar) als Dialektgruppe (Sprache) als Hauptdialektgruppen (Sprachen) der (hoch-)deutschen Standard- und Dachsprache (Sprachcode deu) genannt.